# Rudi Hübner
Rudolf „Rudi“ Hübner (* 15. Juni 1986 in Riga) ist ein deutscher Fußballspieler. Seine bevorzugte Position ist im Sturm, allerdings wird er auch oft im offensiven Mittelfeld eingesetzt.

## Karriere
Nach den Jugendabteilungen von Rot-Weiß Darmstadt erreichte der nach wie vor in Griesheim beheimatete Hübner bei SC Viktoria Griesheim in der Saison 2006/07 die sechstklassige Landesliga Hessen Süd. Mit dem Abstieg des SV Darmstadt 98 in die viertklassige Oberliga Hessen 2007/08 kam Hübner in den Oberligakader der Lilien, wo er zunächst als Perspektivspieler vom damaligen Trainer Gerhard Kleppinger verpflichtet wurde, sich dann aber mit beeindruckenden Leistungen fest in die erste Elf spielte. Durch diverse Tore gegen höherklassige Gegner, wie jeweils die 1:1-Ausgleiche gegen den Erstligisten VfL Bochum, im DFB-Pokal gegen den Zweitligisten SpVgg Greuther Fürth und im Benefizspiel gegen den FC Bayern München, wurde Hübner 2007/08 zum Publikumsliebling in Darmstadt, wurde bei jedem Ballkontakt mit Rudi-Sprechchören bejubelt und erhielt als einziges einen eigenen Torjingle.
Hübner schaffte mit seiner Mannschaft als Oberligameister souverän den Aufstieg in die viertklassige Regionalliga Süd 2008/09, in der er bereits deutlich weniger Tore erzielte, was vorrangig aber daran lag, dass er im Mittelfeld eingesetzt wurde. Nach geschafftem Klassenerhalt sah sich Hübner gezwungen, den Fokus auf sein Studium zu legen und mit dem Fußball kürzerzutreten. So kam es zum Wechsel zu Rot-Weiß Darmstadt in die sechstklassige Verbandsliga Hessen Süd 2009/10, in der Hübner ein Garant für den Erfolg der Rot-weißen war und hohen Anteil an deren Aufstieg in die fünftklassige Hessenliga hatte.
Allerdings beschloss Hübner dann, sich wieder verstärkt auf den Fußball zu konzentrieren. Eine Rückkehr zum SV98 kam zunächst nicht zustande, so kam er 2010/11 in der Regionalliga Süd bei Wormatia Worms unter, wo er in 30 Spielen 17 Tore erzielte. Zeitgleich schaffte der SV Darmstadt 98 den Aufstieg in die 3. Liga – Unmittelbar nach dem Aufstieg wurde Rudi Hübner als erster Transfer zu den Lilien bekannt gegeben. Am 23. Juli 2011 bestritt Hübner dann sein erstes Drittligaspiel für den SVD. Unter Trainer Kosta Runjaic bekam Hübner zu regelmäßigen Drittliga-Einsätzen, die unter Jürgen Seeberger und Dirk Schuster deutlich weniger wurden. In der Drittliga-Saison 2013/14 wurde Hübner ein einziges Mal eingewechselt, ehe sein Vertrag bei den Lilien in der Winterpause, am 21. Januar 2014, mit beiderseitigem Vernehmen aufgelöst wurde. 
Hübner wechselte zunächst zum Hessenligisten FSV Fernwald, für den er bis zum Sommer 2014 sechs Spiele absolvierte. Nach dem freiwilligen Rückzug des FSV Fernwald unterschrieb er zur Saison 2014/15 beim Ligakonkurrenten 1. FC Eschborn. Zu Beginn der Saison 2015/16 wechselte er in der gleichen Liga zum SV Wiesbaden.